# 맥밀런 계획

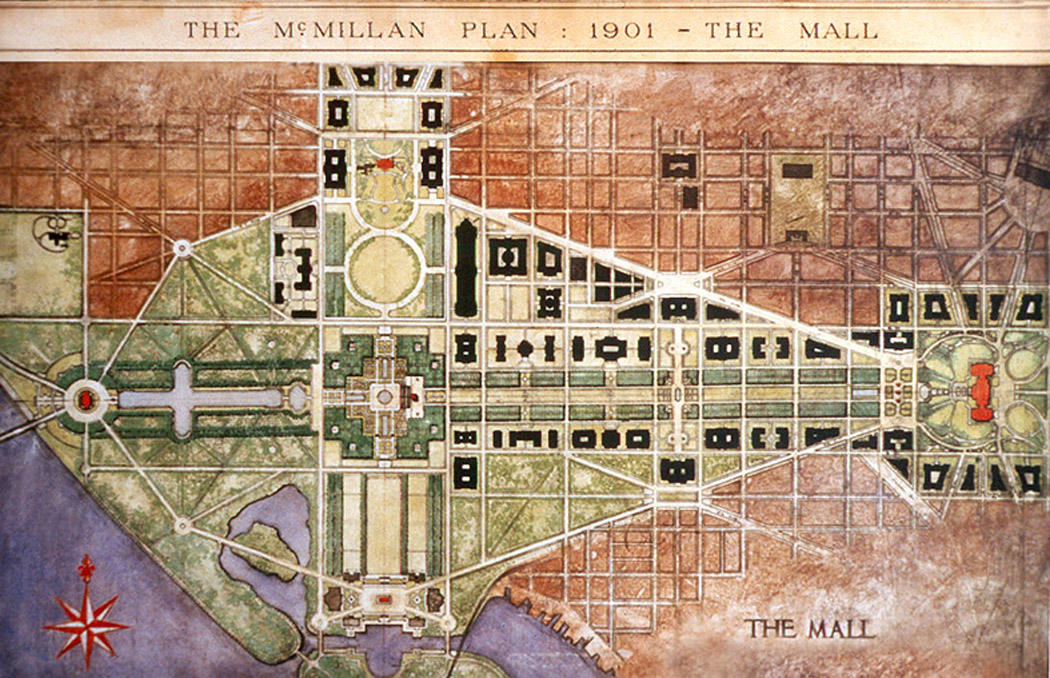
내셔널 몰은 맥밀런 계획의 중심지였다.

맥밀런 계획(영어: McMillan Plan, 공식 명칭: 상원 공원 위원회 보고서. 컬럼비아 특별구 공원 시스템 개선(영어: The Report of the Senate Park Commission. The Improvement of the Park System of the District of Columbia))은 미국 수도 워싱턴 D.C.의 기념물 핵심 지역 및 공원 시스템 개발을 위한 종합 계획 문서이다. 1902년 상원 공원 위원회가 작성했다. 이 위원회는 위원장인 상원의원 제임스 맥밀런의 이름을 따서 맥밀런 위원회로 널리 알려져 있다.
맥밀런 계획은 내셔널 몰의 빅토리아 시대 조경을 제거하고 단순한 잔디밭으로 대체하며, 몰의 너비를 줄이고, 몰의 동서 축을 따라 낮은 신고전주의 박물관과 문화 센터를 건설하는 것을 제안했다. 이 계획은 몰의 두 축의 서쪽과 남쪽 앵커에 중요한 기념물을 건설하고, 남쪽과 서쪽 끝에 반영 연못을 만들고, 워싱턴 기념탑 기지 주변에 거대한 화강암 및 대리석 테라스와 아케이드를 만들 것을 제안했다. 또한 이 계획은 내셔널 몰에 있는 기존 철도 여객역을 철거하고 미국 국회의사당 건물 북쪽에 대규모 새 역을 건설할 것을 제안했다.
또한 맥밀런 계획은 라파예트 광장과 국회의사당 주변에 고층 신고전주의 오피스 빌딩 단지를 건설하고, 도시 전역에 광범위한 동네 공원 및 레크리에이션 시설 시스템을 구축할 것을 구상했다. 주요 신규 공원도로는 이러한 공원들을 연결하고 도시를 인근 명소와 연결할 것이다.
미국 정부에 의해 공식적으로 채택되지는 않았지만, 맥밀런 계획은 발표 후 수십 년 동안 부분적으로 실행되었다. 링컨 기념관, 율리시스 S. 그랜트 기념관, 유니언 역, 미국 농무부 건물의 위치는 맥밀런 계획에 따른 것이다. 알링턴 메모리얼 브리지 건설 제안도 이 계획으로부터 상당한 추진력을 얻었다. 맥밀런 계획은 21세기에도 워싱턴 D.C.와 그 주변의 도시 계획을 계속해서 이끌고 있으며, 연방 정부의 국회 수도 계획 정책의 일부가 되었다.

## 상원 공원 위원회

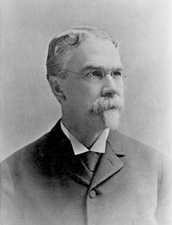
상원 공원 위원회를 설립한 법안의 후원자 제임스 맥밀런 상원의원.

1880년경부터 D.C. 지역 및 전국 언론에 컬럼비아 특별구의 평범한 건축물과 열악한 공공 공간 및 편의 시설을 비판하는 일련의 기사가 실렸다. 또한 1900년 12월 워싱턴에서 미국 건축가 협회의 매우 영향력 있는 회의가 열렸다. 이 회의에서는 도시의 단점이 광범위하게 논의되었을 뿐만 아니라, 이를 시정하기 위한 계획이 제안되었다. 워싱턴 기반 건축가 폴 J. 펠츠가 그 회의에서 발표한 계획은 국회의사당 주변에 국회 사무실 건물을 배치하고, 연방 트라이앵글을 개발하며, 국립 문서 보관소의 위치를 정하는 등 최종 맥밀런 계획의 여러 결정을 예상했다.
상원 공원 위원회는 워싱턴 D.C. 특히 내셔널 몰과 인근 지역의 개발에 대한 상반된 비전을 조정하기 위해 1901년 3월 8일 미국 상원에 의해 설립되었다. 맥밀런 위원회 위원으로는 건축가 대니얼 버넘, 조경 건축가 프레더릭 로 옴스테드 주니어, 건축가 찰스 F. 맥킴이 포함되었다. 맥밀런 상원의원의 수석 보좌관인 찰스 무어가 위원회의 비서가 되었다. 조각가 오거스터스 세인트고던즈는 1901년 8월 맥킴의 제안으로 위원회의 마지막 위원으로 합류했다.
위원회 위원들(암으로 아팠던 세인트고던즈 제외)과 무어는 1901년 6월 13일 유럽으로 떠나 대륙의 위대한 저택, 정원, 도시 경관을 둘러보았다. 위원회가 8월 1일 미국으로 돌아올 무렵, 무어는 사실상 위원회의 일원이 되었다.

## 계획의 설명
위원회는 보고서가 일반에 공개된 날인 1902년 1월 15일 코코런 미술관에서 제안에 대한 대규모 전시회를 후원했다. 시어도어 루스벨트 대통령이 전시회 개막식에 참석했다. 전시회는 1901년의 워싱턴 D.C.와 상원 공원 위원회가 제안한 변경 사항을 보여주는 두 개의 거대한 모형으로 압도적이었다.
보고서의 71페이지는 내셔널 몰에 대한 제안을 논의했으며, 나머지 100페이지는 도시 내부 및 주변의 공원 시스템 개선에 대해 논의했다. 내셔널 몰에 대한 제안은 위원회의 가장 큰 관심을 받았으며 가장 상세했다. 도시의 공원, 해변 및 레크리에이션 시설에 대한 제안(존재 이유라고 할 수 있는)은 더 일반적인 방식으로 다루어졌다. 계획 전체에는 워싱턴 D.C.와 지역 공원, 그리고 워싱턴 D.C.와 주변 도시 및 미개발 지역 간의 도로, 대로, 공원도로 및 기타 다양한 연결에 대한 언급이 산재해 있었다.

### 내셔널 몰과 "기념비적 핵심"

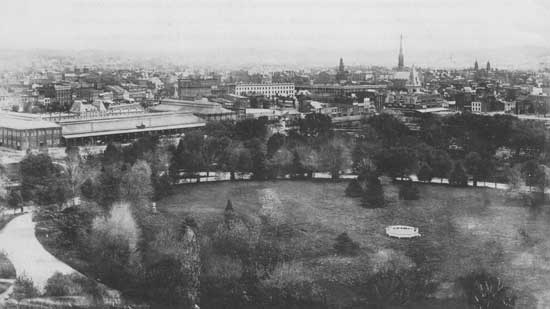
맥밀런 계획은 내셔널 몰의 빅토리아 시대 조경 디자인(1900년경 모습)을 성공적으로 제거할 것을 제안했다.

보고서는 내셔널 몰을 성장하는 도시의 핵심으로 만들 것을 제안했다. 몰에 대한 십자형 디자인이 제안되었다. 미국 국회의사당 건물은 동서 축의 동쪽 끝을, 백악관은 남북 축의 북쪽 끝을 고정했다. 중앙에는 워싱턴 기념탑이 있었다. 최근에 완공된 웨스트 포토맥 공원은 동서 축의 서쪽 끝을 고정할 것이다. 위원회는 최근 승인된 링컨 기념관이 공원에 위치해야 한다고 제안하는 한편, 율리시스 S. 그랜트 기념관은 국회의사당 바로 서쪽에 건설될 새로운 광장으로 옮겨져야 한다고 제안했다. 최근에 조성된 이스트 포토맥 공원은 남북 축의 남쪽 끝을 고정하고, 레크리에이션 시설("워싱턴 커먼즈")의 거대한 단지뿐만 아니라 가능한 새로운 기념관(보고서에서는 건국의 아버지 또는 위대한 발명가를 위한 기념관을 제안했다)으로 채워질 것이다. 앤드루 잭슨 다우닝의 내셔널 몰의 굽이진 빅토리아 시대 조경 디자인은 프랑스의 보르비콩트와 베르사유궁의 조경 디자인과 유사하게 공식적인 나무 줄이 늘어선 잔디밭의 탁 트인 경관으로 대체될 것이다. 광범위한 현장 측정 후 결정된 몰의 너비는 300 피트 (91 m)로 좁아질 것이다. 내셔널 몰의 북쪽과 남쪽 측면에는 낮은 공공 건물, 박물관, 문화 명소(예: 극장)가 늘어설 예정이었다. 이 계획은 또한 웨스트 포토맥 공원과 알링턴 국립묘지를 연결하는 낮은 보자르 양식의 다리를 건설할 것을 제안했다. 워싱턴 기념탑 기지 주변에는 새로운 공식 정원과 테라스가 기념탑의 기지를 형성하는 데 도움이 될 것이다. 펜실베이니아 철도의 볼티모어 & 포토맥 (B&P) 철도 여객 터미널은 현재 뉴저지 애비뉴 NW와 콘스티튜션 애비뉴 NW에 있는 내셔널 몰에 위치하고 있었는데, 철거될 것이다. 거대한 광장과 대규모 승객 대기 및 서비스 공간을 갖춘 새롭고 현대적인 기차역이 국회의사당 북쪽에 건설될 것이다. 내셔널 몰에 두 개의 새로운 반영 연못(또는 "운하")이 건설될 것이다. 하나(십자형)는 웨스트 포토맥 공원에서 워싱턴 기념탑까지 이어질 것이다. 다른 하나는 이스트 포토맥 공원에서 북쪽으로 워싱턴 기념탑까지 이어질 것이다. 엘립스는 백악관에서 남쪽으로 워싱턴 기념탑과 포토맥강까지의 경관을 보존하기 위해 열린 공간으로 남을 것이다.
랑팡 계획의 대각선 거리는 도시의 새로운 "기념비적 핵심"의 큰 경계를 형성했다. 이미 중요한 통로였던 펜실베이니아 애비뉴 NW는 국회의사당과 백악관을 연결하는 북동쪽 경계를 형성했다. 보고서는 연방 정부에 광대한 빈민가인 머더 베이를 철거하고 런던의 웨스트민스터 또는 파리의 루브르궁과 유사한 기념비적인 연방 건물들로 대체할 것을 요청했다. 백악관 북쪽의 라파예트 광장도 철거되고, 그곳에 신고전주의 양식의 새로운 연방 사무실 건물들이 건설될 것이다. 뉴욕 애비뉴 NW는 백악관을 지나 남서쪽으로 연장되어 웨스트 포토맥 공원의 새로운 기념관과 연결될 것이다. 국회의사당에서 이스트 포토맥 공원까지 이어지는 메릴랜드 애비뉴 SW는 이 새로운 기념비적 핵심의 남동쪽 경계를 형성할 것이며, 포토맥강은 남서쪽 경계를 형성할 것이다. 위원회는 내셔널 몰에 직접 인접하지 않은 지역에 더 높은 연방 건물과 박물관을 건설할 것을 제안했다.

### 도시 공원 시스템 및 공원도로

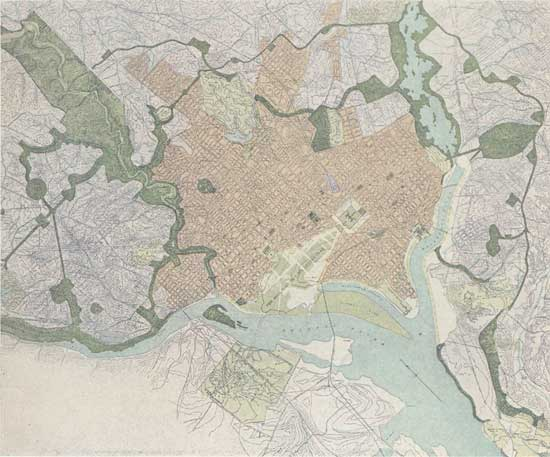
맥밀런 계획이 제안한 워싱턴 D.C. 공원 시스템에 추가된 부분(짙은 녹색).

맥밀런 계획이 제안한 공원 시스템은 대보스턴 메트로폴리탄 공원 시스템(옴스테드가 설계)에 크게 의존했다. 위원회는 도시 전역, 특히 오래된 "연방 도시" 경계 외곽 지역에 많은 수의 동네 공원을 설립할 것을 제안했다. 공공 목욕 및 수영 시설, 체육관, 놀이터는 각 제안된 공원의 필수적인 부분이었으며, 위원회 보고서는 "모델 공원"에 대한 광범위한 도면을 제공했다. 위원회의 목표는 공원을 사회적 유동성을 위해 부유한 사람들이 산책하는 장소에서, 일반 시민이 도시 지역 내에서 자연 환경이 제공하는 도덕적 고양을 즐기면서 신체 운동의 이점을 얻을 수 있는 장소로 바꾸는 것이었다. 위원회에 중요한 것은 아나코스티아강을 따라 아나코스티아 평야를 개발하는 것이었다. 평야(웨스트 포토맥 공원 및 이스트 포토맥 공원과 유사하게)는 최근 늪지를 제거하기 위해 강둑을 따라 준설된 물질을 투기하여 매립되었다. 위원회는 아나코스티아강에 접근할 수 있는 도로를 건설하고, 보트 타기, 목욕, 수영 및 기타 용도를 위한 대규모 수상 공원을 건설하여 해당 지역의 개발을 유도할 것을 제안했다.
더 중요한 공원들을 연결하는 것은 일련의 공원도로로, (자동차가 널리 사용되지 않았던) 시민들이 마차를 타고 자연을 보면서 감정적으로 활력을 되찾을 수 있도록 설계되었다. 공원도로는 알링턴 국립묘지에서 마운트 버넌까지 포토맥강 남쪽을 따라, 그리고 웨스트 포토맥 공원에서 록 크리크 공원을 거쳐 미국 국립동물원까지 구상되었다. 또 다른 공원도로("포트 드라이브"로 알려짐)는 도시 주변을 거의 원형으로 연결하며, 컬럼비아 특별구를 둘러싸고 있던 역사적인 남북전쟁 요새를 보존하기 위해 새로 조성된 공원들을 연결할 것이다.

## 계획의 실행
맥밀런 계획의 실행은 강력한 하원 의장 조지프 거니 캐넌에 의해 반대되었다. 캐넌은 상원이 위원회를 설립하면서 하원을 우회한 것에 분노했다. 그는 계획을 완료하는 데 필요한 엄청난 액수의 지출에 강력히 반대했다. 무어가 맥밀런 계획에 대한 의회와 대중의 지지를 얻기 위해 신중하게 계획된 홍보 캠페인을 실행했지만, 캐넌의 반대 때문에 의회로부터 계획의 공식적인 승인을 구하는 것은 불가능하다는 것이 분명했다. 대신, 위원회 위원들은 실행을 모색하기에 더 적절한 시기를 기다리는 동안 계획이 침해되지 않도록 부단히 노력했다. 의회에서 계획을 지지하는 사람들은 정기적으로 위원회 위원들에게 의회와 공개 청문회에서 계획을 옹호하도록 요청했다.
맥밀런 계획의 가장 중요한 목표 중 하나는 B&P 철도 여객 터미널을 철거하는 것이었다. 이 제안은 수년간 의회에서 광범위한 지지를 얻었다. 1902년 5월 15일, 새로운 유니언 역 건설을 승인하는 법안이 통과되었다. 펜실베이니아 철도의 선로 이설 비용 상환에 대해 하원에서 광범위한 의견 불일치가 발생했지만, 이 상환을 제공하는 법안은 1903년에 통과되었다. 터미널은 1908년에 철거되었다.

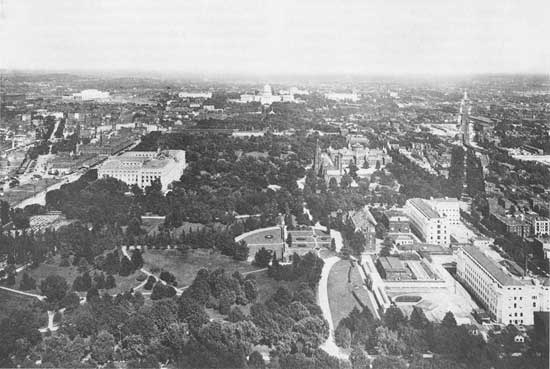
농무부 건물 두 날개의 건설(1908년 거의 완공된 모습, 오른쪽 하단)은 맥밀런 계획의 중요한 시험대였다.

맥밀런 계획 실행에 대한 첫 번째 중대한 위협은 1904년에 발생했다. 새로운 미국 농무부 건물은 오랫동안 내셔널 몰 남쪽, 7번가와 14번가 SW 사이에 제안되었다. 농무부는 할당된 모든 공간을 사용하기를 원했다. 그러나 맥밀런 계획 지지자들은 농무부 본부가 내셔널 몰 중심에서 300 피트 (91 m) 뒤로 물러서야 한다고 주장했다. 그러나 농무부 관리들은 몰 중심선에서 300-피트 (91 m) 뒤로 물러서는 것이 이미 몰 남쪽에서 스미소니언 인스티튜션 빌딩에 의해 위반되었다고 지적했다. 시어도어 루스벨트 대통령은 스미소니언 본부와 나란히 새로운 농무부 건물 건설을 승인했지만, 나중에 그의 결정이 맥밀런 계획(그 역시 지지했던)을 위반한다는 것을 알게 되었다. 농무부 관리들은 더 작은 부지를 받아들여야 한다면, 공간 손실을 보상하기 위해 더 높은 건물을 건설할 수 있도록 허용되어야 한다고 주장했다. 농무부 관리, 비용을 낮게 유지하려는 의회 의원, 맥밀런 계획 지지자 등 사이에 건물의 위치와 높이에 대한 광범위한 의견 불일치가 발생했다. 새로운 농무부 건물은 결국 맥밀런 계획의 300-피트 (91 m) 후퇴선에 따라 건설되었고, 건물의 더 높은 높이를 수용하기 위해 약간 낮게 지반에 건설되었다.
맥밀런 계획의 다음 주요 시험은 링컨 기념관의 위치 선정이었다. 의회는 1910년 링컨 기념관 위원회를 승인했으며, 위원회는 즉시 기념관 위치에 대한 많은 경쟁 제안들과 씨름하기 시작했다. 동시에, 해체된 맥밀런 위원회 위원들은 자신들의 시간과 무급 역할에 대한 끊임없는 요구에 지쳐 있었다. 루스벨트 대통령은 맥밀런 계획에 따라 예술과 건축에 관한 결정을 안내하는 데 도움이 되는 영구적인 예술 위원회가 설립되어야 한다고 동의했다. 루스벨트는 퇴임 직전에 행정 명령으로 위원회를 설립했지만, 윌리엄 하워드 태프트 대통령은 이를 해체하고 1910년 법정 미국 미술 위원회(CFA)에 대한 의회 승인을 얻었다. 맥밀런 위원회 여러 위원과 많은 맥밀런 계획 지지자들이 CFA에 임명되었다. 링컨 기념관 위원회가 새 기념관 부지를 놓고 의견 불일치로 분열되자, 그들은 CFA의 조언을 구했다. 링컨 기념관 위원회와 CFA는 함께 웨스트 포토맥 공원을 새 기념물의 부지로 승인하기 위해 노력했다. 링컨 기념관 부지는 1911년 6월에 승인되었다.
수년에 걸쳐 맥밀런 계획의 워싱턴 D.C. "공식" 개발 계획으로서의 지위를 강화하는 다른 결정들이 내려졌다. 여기에는 1923년 프리어 미술관의 위치 선정, 1926년 국가 수도 공원 및 계획 위원회 설립(맥밀런 계획 실행을 공식적으로 담당), 1929년 국회의사당 부지 확장을 승인하는 법률 제정(맥밀런 계획에 따름), 캐퍼-크램턴 도시 공원법 통과(맥밀런 계획의 공원 프로그램을 실행하려는 노력) 등이 포함되었다. 알링턴 기념교는 1925년 워런 G. 하딩 대통령이 무명 용사의 묘 헌정식에서 3시간 동안 교통 체증에 갇힌 후 승인되었다. 다리 위치를 놓고 긴 싸움이 벌어졌다. 그러나 CFA가 전투에서 승리했다. 의회는 1925년 2월 24일 다리 건설(맥밀런 계획이 옹호하는 낮고 고전적인 스타일)을 승인했다. 1926년 공공 건물법은 1926년 머더 베이 빈민가 철거 및 연방 트라이앵글 건설을 승인했으며, 1928년 마운트 버넌 메모리얼 파크웨이가 승인되었다. 워싱턴 기념탑 기지 주변에 거대한 테라스를 건설하는 것은 실현 불가능하다는 것이 입증되었지만(기념탑의 기초를 불안정하게 만들었을 것이다), 2004년 링컨 기념관 반영 연못 동쪽 끝에 제2차 세계 대전 국립 기념관이 건설되었다.

### 최근 실행 노력

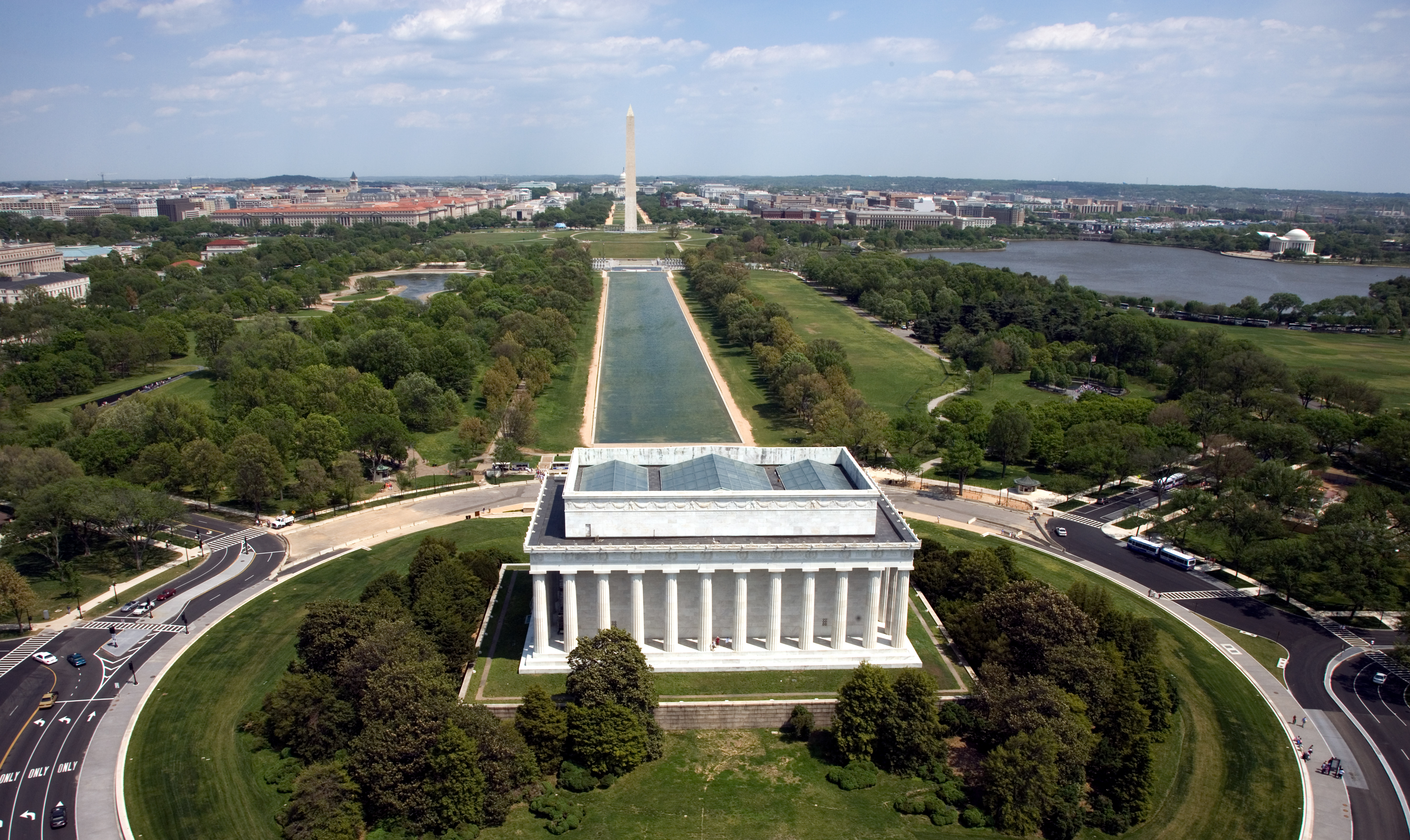
웨스트 포토맥 공원에 링컨 기념관을 배치하는 것은 맥밀런 계획의 중요한 목표였다.

맥밀런 계획은 21세기에도 국회 수도 계획의 기반을 제공하고 있다. 1997년, 국가 수도 계획 위원회(NCPC)는 "유산 확장: 미국 수도 계획"이라는 보고서를 발행했다. 이 계획 문서는 21세기를 위해 맥밀런 계획을 업데이트하려는 시도였다. 기념비적 핵심 지역을 재정의하고 도시 전역에 박물관, 기념관, 연방 건물을 배치하기 위한 새로운 지침을 설정했다. 두 번째 주요 보고서인 "기념비적 핵심 프레임워크 계획: 새로운 목적지를 내셔널 몰과 연결하기"는 2009년 4월에 발행되었다. NCPC와 CFA가 공동으로 작성한 이 계획 문서는 맥밀런 계획의 가치와 계획 개념을 도시 전역으로 확장한다. 이 문서는 도시 전역에 새로운 "연방 센터"를 조성하고(기념비적 핵심 지역에서 벗어나), 워싱턴 운하와 아나코스티아 강변을 재개발할 것을 제안했다. 두 번째 계획 노력인 캐피털스페이스(CapitalSpace)도 2009년에 시작되었다. NCPC, 미국 국립공원관리청, 컬럼비아 특별구 정부의 공동 이니셔티브인 캐피털스페이스는 맥밀런 계획의 미완성된 주요 제안 6가지를 실행하도록 설계되었다. 여기에는 요새 서클 공원을 트레일과 공원도로로 연결하고, 레크리에이션 시설을 개선하며, 동네 공원을 강화하고 유지하며, 새롭고 기존의 놀이터와 학교 운동장을 설립하고 수리하며, 도시 내부 및 인근의 자연 지역을 보호하고 복원하며, 작고 활용도가 낮은 공원을 활기찬 새로운 동네 중심으로 변모시키는 것이 포함된다.
2012년 말, "유산 확장: 미국 수도 계획"을 실행하기 위한 20억 달러 규모의 두 가지 프로젝트가 발표되었다. 첫 번째 프로젝트인 "더 워프"는 워싱턴 운하를 따라 9번가와 7번가 SW 사이의 수변 지역을 14억 5천만 달러 규모로 재개발하는 것이다. 이 프로젝트는 각각 130 피트 (40 m) 높이의 복합 용도 건물 10채를 건설할 것이다. 더 워프에는 개인 소유의 문화 센터와 새로운 공공 공원이 포함될 것이다. 총 3,200,000 제곱피트 (300,000 m2)가 건설될 예정이며, 그 중 약 3분의 2가 1단계에서 건설될 것이다. 메인 애비뉴 SW는 재건축되고, 워터 스트리트 SW는 폐지 및 철거되며, 워터 스트리트가 있던 자리에 보행자 산책로가 건설되고, 두 개의 새로운 부두(개인 및 상업용)가 건설될 것이다. 발표된 두 번째 프로젝트는 노후화된 프레더릭 더글러스 기념교를 교체 및 재정비하고 다리와 수트랜드 파크웨이, 다리와 포토맥 애비뉴 SW, 수트랜드 파크웨이와 인터스테이트 295, 수트랜드 파크웨이와 마틴 루터 킹 주니어 애비뉴 사이에 새로운 교차로를 건설하는 9억 600만 달러 규모의 프로젝트이다. 현재 4차선 다리는 6차선 다리로 교체되며, 현재의 북서-남동 방향에서 더 북-남 방향으로 정렬될 것이다. 다리 교체 비용은 5억 7,380만 달러로 추정된다. 대규모 필드(공공 모임에 사용되며 여러 새로운 기념물에 적합)가 있는 회전교차로가 다리의 북쪽 끝과 포토맥 애비뉴 SW를 연결할 것이다. 다리의 남쪽 끝에 있는 두 번째 거대한 교통 원형 교차로는 마틴 루터 킹 주니어 애비뉴와 연결하는 데 도움이 될 것이며 도시의 "기념비적 핵심"을 아나코스티아로 확장하는 데 도움이 될 것이다. 두 교차로의 재건축 비용은 2억 920만 달러로 추정된다. 나머지 예산은 사우스 캐피톨 스트리트를 산업 통로에서 도시 대로로 재건축하고 뉴저지 애비뉴 SE를 리모델링하는 데 사용될 것이다.

## 미완성된 맥밀런 계획 부분
맥밀런 계획의 여러 요소는 건설되지 않은 채로 남아있다.
한 가지 핵심 요소는 워싱턴 기념탑 기지 주변 부지에 제안된 화강암 및 대리석 테라스, 계단 및 아케이드("워싱턴 기념탑 정원")의 광범위한 시스템이었다. 나중에 이러한 기능의 건설에는 대량의 흙을 제거해야 한다는 것이 밝혀졌다. 그러나 이는 기념탑의 기초를 불안정하게 만들었을 것이며, 제안된 요소 중 어느 것도 건설되지 않았다. 내셔널 몰 트러스트와 국립공원관리청은 2011년 몰을 세계적 수준의 공원으로 변모시키기 위한 7억 달러 계획의 일환으로 몰을 활성화하기 위한 디자인 공모전을 후원했다. 와이스/맨프레디 + 올린의 디자인 파트너십이 워싱턴 기념탑 부지와 인근 실반 극장 재설계 공모전의 일부를 차지했다. 이 계획이 실행되면 워싱턴 기념탑 부지는 가볍게 테라스형으로 조성되고, 실반 극장에는 좌석을 만들기 위해 깊은 테라스가 조성될 것이다.
또 다른 미완성된 핵심 요소는 라파예트 광장 주변에 있는 고층 신고전주의 오피스 빌딩들의 집합체였다. 이 제안은 연방 정부가 연방 트라이앵글 단지 완성을 위해 고군분투하면서 건설되지 않았다. 1930년대 중반에서 후반에 걸쳐 오피스 단지를 건설하는 데 드는 비용과 제2차 세계 대전 및 한국 전쟁 동안의 재료 및 인력 부족으로 인해 단지는 건설되지 않았다. 1960년에 라파예트 광장 주변의 역사적인 주택들을 철거하기 위한 상당한 노력이 있었지만, 대통령 배우자 재클린 케네디는 그들의 파괴에 반대했고 의회와 연방조달청에 건물 유지를 성공적으로 로비했다. 케네디 부인은 존 F. 케네디 대통령에게 건축가 존 칼 워네케가 더 작은 역사적인 건물들 뒤에 두 개의 연방 사무실 건물을 허용하는 계획을 설계하도록 허락하도록 설득했다. 워네케의 계획은 1965년 뉴 이그제큐티브 오피스 빌딩과 1967년 하워드 T. 마키 국립 법원 건물의 건설로 이어졌다. 이들은 라파예트 광장 근처에 건설된 유일한 두 개의 대형 사무실 건물이었고, 둘 다 신고전주의 양식은 아니었다.

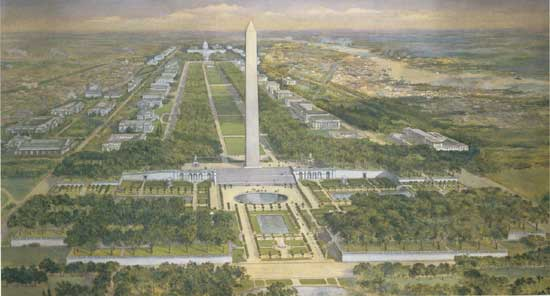
맥밀런 계획의 일부였으나 건설되지 않은 "워싱턴 기념탑 정원"의 제안된 모습.

맥밀런 계획의 세 번째 핵심적인 미건설 권고는 타이달 베이슨 남쪽 면을 따라 이스트 포토맥 공원과 웨스트 포토맥 공원에 있는 광대한 "워싱턴 코먼스" 레크리에이션 구역과 관련이 있었다. 맥밀런 계획은 이 지역 포토맥강 가장자리를 따라 광범위한 공공 목욕 및 수영 시설뿐만 아니라 여러 운동장, 여러 체육관 및 경기장을 구상했다. 또한, 십자형 내셔널 몰 계획의 남쪽 앵커 역할을 하기 위해 백악관-워싱턴 기념탑 축을 따라 중요한 새로운 신고전주의 또는 보자르 양식의 기념관이 건설될 예정이었다. 워싱턴 코먼스는 워싱턴 기념탑 테라스와 아케이드가 건설된 후에 건설될 예정이었다. 워싱턴 기념탑 부지 프로젝트가 건설될 수 없다는 것이 결정된 후, 워싱턴 코먼스로 관심이 옮겨졌다. 그러나 그때는 이미 대공황이 진행 중이었고, 맥밀런 계획이 구상한 형태로 타이달 베이슨을 완성할 자금이 더 이상 없었다. 1938년 프랭클린 D. 루스벨트 대통령은 타이달 베이슨 남쪽에 토머스 제퍼슨 기념관 건설을 제안했다. CFA가 기념관에 반대했지만, 루스벨트 대통령은 건설을 명령했고, 제퍼슨 기념관은 1943년에 완공되었다.
제안된 "포트 서클 드라이브"는 계획의 또 다른 미완성 부분이다. 1963년 존 F. 케네디 대통령은 의회에 포트 서클 드라이브 건설을 추진하기 시작했다. 그러나 시민 지도자들과 국립공원관리청은 이 계획이 효용성을 잃었는지 공개적으로 의문을 제기했다. 그들은 도시가 한 세기 전 도시를 보호했던 요새들의 고리를 넘어 성장했으며, 도시 도로는 이미 공원들을 연결하고 있다고 주장했다(비록 맥밀런 계획이 구상한 선형 경로가 아닐지라도). 도시의 남북전쟁 요새 공원들을 웅장한 드라이브로 연결하려는 계획은 그 후 몇 년 동안 조용히 중단되었다.
맥밀런 계획의 마지막 미완성 권고는 미국 의회 주변에 많은 수의 행정부 사무실 건물을 그룹화하는 개념이었다. 이 개념은 두 가지 목적을 가지고 있었다: 기존의 미국 식물원(1867년 건설), 의회 도서관 건물(1897년 건설), 캐넌 하원 사무실 건물(1908년 건설), 그리고 러셀 상원 사무실 건물(1909년 건설)을 보완하여 국회의사당 주변에 대칭적인 모습을 만들고, 행정부 직원들이 의회의 필요를 충족시키는 데 드는 시간과 노력을 줄이는 것이었다. 행정부 사무실 건물은 전혀 건설되지 않았다. 몇몇 건물은 근처에 건설되었지만, 그것들은 맥밀런 계획이 옹호하는 대칭적인 배치나 디자인은 아니었다. 이 구조물에는 롱워스 하원 사무실 건물(1933년 완공), 미국 대법원 건물(1935년 완공), 존 아담스 의회 도서관 건물(1939년 완공)이 포함되었다. 롱워스 건물과 아담스 건물은 모두 하원 측에 있었다. 메릴랜드 애비뉴 NE, 1번가 NE, 콘스티튜션 애비뉴 NE로 둘러싸인 토지를 매입하려는 시도는 없었다. 이 부동산은 맥밀런 계획을 참조하지 않고 개인 사무실 건물로 빠르게 개발되었다. 또 다른 건물인 레이번 하원 사무실 건물은 1965년에 하원 측에 건설되었다. 이로 인해 미국 국회의사당 복합단지는 불균형해졌다. 1972년, 비교적 작은 더크슨 상원 사무실 건물이 상원 측에 완공되었다. 지금까지 건설된 모든 건물은 보자르 양식 또는 "단순화된 신고전주의" 양식 내에 있었다. 그러나 1976년, 제임스 매디슨 의회 도서관 건물이 국회의사당 복합단지 남동쪽 코너에 완공되었다. 이 건물은 하원 측에 있었을 뿐만 아니라 모더니즘 양식이었고 다른 구조물들과 건축적으로 잘 어울리지 않았다. 이어서 1982년에는 모더니즘 양식의 하트 상원 사무실 건물이 건설되었는데, 보자르 양식에 대한 주요 양보는 대리석 외관이었다.
맥밀런 계획에 따라 워싱턴 D.C.에 많은 동네 공원이 조성되었지만, 계획이 구상했던 확장 범위는 달성되지 못했다. 동네 공원, 놀이터, 레크리에이션 시설 프로그램의 실행은 워싱턴 D.C. 정부에 맡겨졌는데, 워싱턴 D.C. 정부는 맥밀런 계획을 실행할 연방 정부의 광범위한 자원이 부족했다. 오래된 "연방 도시" 경계를 넘어서는 지역은 공원이나 레크리에이션 용지로 거의 매입되지 않았다. 도시가 빠르게 확장됨에 따라 이 토지의 가격은 극적으로 상승했고, 도시는 원하는 만큼의 토지를 확보할 수 없게 되었다. 도시 정부가 맥밀런 계획의 공원 제안 범위를 실행할 수 없었던 것은 이 계획이 직면한 가장 중대한 실패로 간주된다.

## 같이 보기
- 워싱턴 D.C.의 건축
- 도시 미화 운동

## 더 읽어보기
- 상원 공원 위원회 보고서. 컬럼비아 특별구 공원 시스템 개선. 미국 상원. 컬럼비아 특별구 위원회. 제57차 의회, 제1회기. 워싱턴 D.C.: 미국 정부 인쇄국, 1902.

## 참고 문헌
- Bednar, Michael J. (2006). 《L'Enfant's Legacy: Public Open Spaces in Washington, D.C.》. Baltimore, Md.: Johns Hopkins University Press. ISBN 0801883180.
- Davis, Timothy (2008). 〈Beyond the Mall: The Senate Park Commission's Plans for Washington's Park System〉.   Glazer, Nathan; Fields, Cynthia R. 《The National Mall: Rethinking Washington's Monumental Core》. Baltimore, Md.: Johns Hopkins University Press. ISBN 9780801888052.
- Gillette, Howard (1995). 《Between Justice and Beauty: Race, Planning, and the Failure of Urban Policy in Washington, D.C.》. Baltimore, Md.: Johns Hopkins University Press. ISBN 9780812205299.
- Gutheim, Frederick A.; Lee, Antoinette J. (2006). 《Worthy of the Nation: Washington, D.C., from L'Enfant to the National Capital Planning Commission》. Baltimore, Md.: Johns Hopkins University Press. ISBN 9780801883286.
- Hagner, Alexander (1904). 《Street Nomenclature of Washington City》. 《Records of the Columbia Historical Society》. 237–261쪽.
- Hawkins, Don Alexander (Spring–Summer 1991). 《The Landscape of the Federal City: A 1792 Walking Tour》. 《Washington History》. 10–33쪽.
- Kohler, Sue (2006). 〈Introduction〉.   Kohler, Sue; Scott, Pamela. 《Designing the Nation's Capital: The 1901 Plan for Washington, D.C.》. Washington, D.C.: U.S. Commission of Fine Arts. ISBN 9780160752230.
- National Capital Planning Commission (1965). 《Fort Park System: A Re-evaluation Study of Fort Drive》. Washington, D.C.: National Capital Planning Commission.
- Peterson, Jon A. (2003). 《The Birth of City Planning in the United States: 1840–1917》. Baltimore, Md.: The Johns Hopkins University Press. ISBN 9780801872105.
- Peterson, Jon A. (2006). 〈The Senate Park Commission Plan for Washington, D.C.: A New Vision for the Capital and the Nation〉.   Kohler, Sue; Scott, Pamela. 《Designing the Nation's Capital: The 1901 Plan for Washington, D.C.》. Washington, D.C.: U.S. Commission of Fine Arts. ISBN 9780160752230.
- Rybczynski, Witold (2008). 〈'A Simple Space of Turf': Frederick Law Olmsted Jr.'s Idea for the Mall〉.   Glazer, Nathan; Fields, Cynthia R. 《The National Mall: Rethinking Washington's Monumental Core》. Baltimore, Md.: Johns Hopkins University Press. ISBN 9780801888052.
- Thomas, Christopher A. (2002). 《The Lincoln Memorial and American Life》. Princeton, N.J.: Princeton University Press. ISBN 9780691011943.
- Tompkins, Sally Kress (1993). 《A Quest for Grandeur: Charles Moore and the Federal Triangle》. Washington, D.C.: Smithsonian Institution Press. ISBN 9781560981619.
- Wrenn, Tony P. (2006). 〈The American Institute of Architects Convention of 1900: Its Influence on the Senate Park Commission Plan〉.   Kohler, Sue; Scott, Pamela. 《Designing the Nation's Capital: The 1901 Plan for Washington, D.C.》. Washington, D.C.: U.S. Commission of Fine Arts. ISBN 9780160752230.